# Jan Formannoy

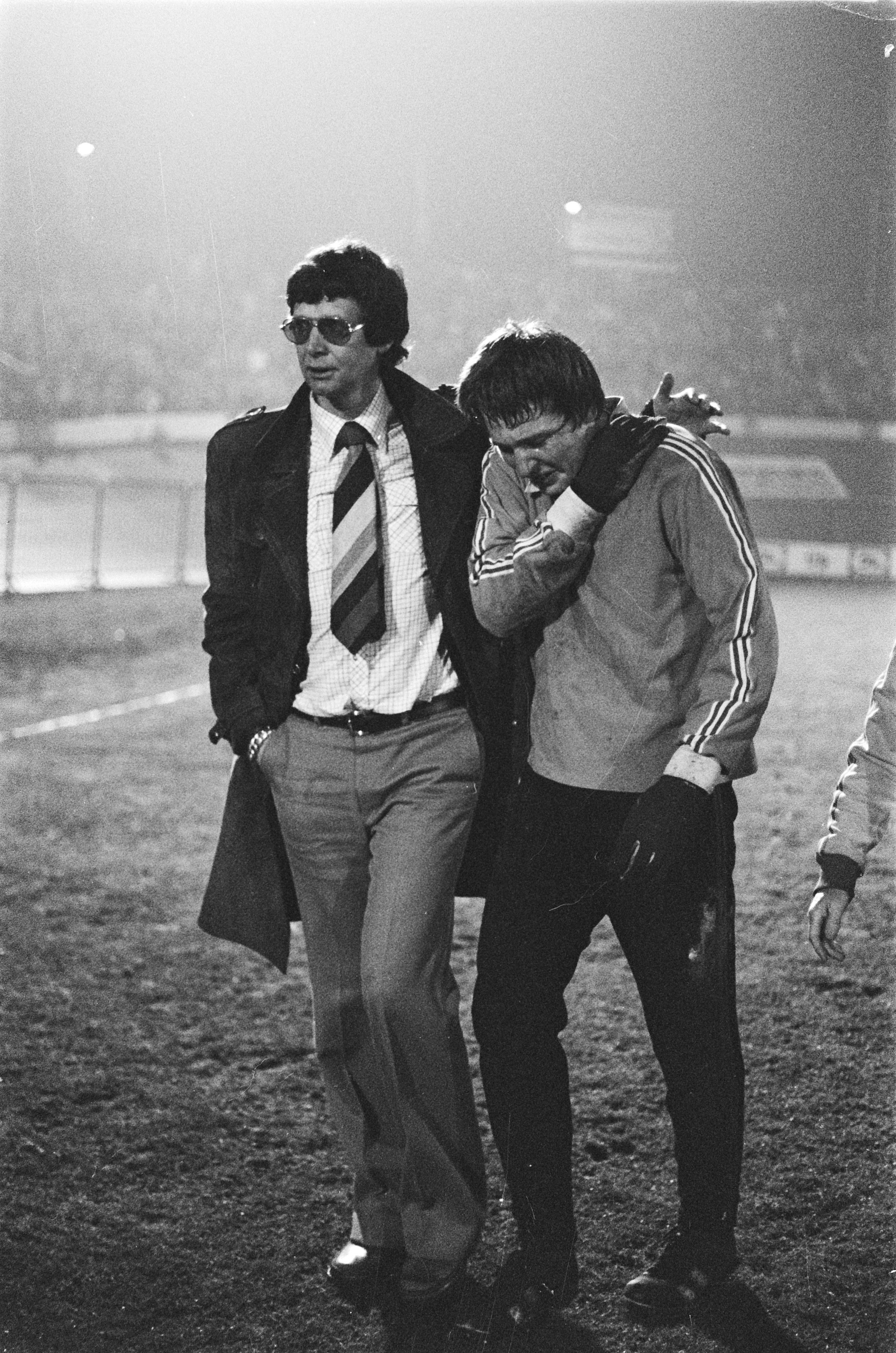
Trainer Hans Croon en Jan Formannoy (rechts) in 1978.

Jan Formannoy (Tilburg, 3 september 1953) is een Nederlands voormalig voetballer die als doelman speelde.
Formannoy speelde bij de amateurs van Sarto uit Tilburg toen hij in 1977 als tweede doelman bij N.E.C. kwam. In 1980 ging hij naar Sparta Rotterdam waar hij basisspeler werd en ook Europees voetbal speelde. Hij werd in het seizoen 1983/84 verhuurd aan Willem II. In 1984 werd hij door Feyenoord gecontracteerd. Daar speelde hij slechts één competitie- en één bekerwedstrijd. Formannoy sloot zijn loopbaan in het seizoen 1986/87 af bij NAC. Aansluitend werd hij keeperstrainer bij PSV tot en met seizoen 1996/97. Daarna bleef hij bij PSV werkzaam in de functie van materiaalman.